# Phạm Xuân Mạnh
Phạm Xuân Mạnh (sinh ngày 9 tháng 2 năm 1996) là một cầu thủ bóng đá chuyên nghiệp người Việt Nam hiện đang thi đấu ở vị trí hậu vệ cánh cho câu lạc bộ V.League 1 Hà Nội và đội tuyển bóng đá quốc gia Việt Nam.

## Sự nghiệp quốc tế
Phạm Xuân Mạnh là thành viên của đội tuyển U-23 Việt Nam tham dự giải vô địch bóng đá U-23 châu Á 2018 tại Trung Quốc. Dù được triệu tập bổ sung nhưng anh đã cho thấy khả năng và chứng minh mình là sự thay thế hoàn hảo trong thời gian Đoàn Văn Hậu gặp chấn thương. Tại giải đấu này, cầu thủ người Nghệ An ra sân 5 trận, trong đó có 3 lần đá chính.
Ngày 27 tháng 3 năm 2018, Xuân Mạnh có lần đầu tiên ra sân cho đội tuyển quốc gia Việt Nam khi anh chơi trọn vẹn trận hoà 1–1 với Jordan tại vòng loại Asian Cup 2019.

## Thống kê sự nghiệp

### Câu lạc bộ
Tính đến ngày 24 tháng 11 năm 2023
| Công An Nhân Dân (mượn) | 2015   | V-League 2 | 13         | 3 | 2 | 0 | — | — | — | — | 15 | 3 |           |                |                |                |     |   |    |   |   |   |     |   |     |    |
| Sông Lam Nghệ An        | 2016   | V-League 1 | 15         | 0 | 2 | 0 | — | — | — | — | 17 | 0 |           |                |                |                |     |   |    |   |   |   |     |   |     |    |
| Sông Lam Nghệ An        | 2017   | V-League 1 | 22         | 0 | 6 | 1 | — | — | — | — | 28 | 1 |           |                |                |                |     |   |    |   |   |   |     |   |     |    |
| Sông Lam Nghệ An        | 2018   | V-League 1 | 18         | 1 | 4 | 1 | 5 | 1 | 1 | 0 | 28 | 3 |           |                |                |                |     |   |    |   |   |   |     |   |     |    |
| Sông Lam Nghệ An        | 2019   | V-League 1 | 15         | 1 | 1 | 0 | — | — | — | — | 16 | 1 |           |                |                |                |     |   |    |   |   |   |     |   |     |    |
| Sông Lam Nghệ An        | 2020   | V-League 1 | 6          | 0 | — | — | — | — | — | — | 6  | 0 |           |                |                |                |     |   |    |   |   |   |     |   |     |    |
| Sông Lam Nghệ An        | 2021   | V-League 1 | 11         | 0 | 0 | 0 | — | — | — | — | 11 | 0 |           |                |                |                |     |   |    |   |   |   |     |   |     |    |
| Sông Lam Nghệ An        | 2022   | V-League 1 | 23         | 3 | 1 | 0 | — | — | — | — | 24 | 3 |           |                |                |                |     |   |    |   |   |   |     |   |     |    |
| Sông Lam Nghệ An        | 2023   | V-League 1 | 17         | 0 | 1 | 0 | — | — | — | — | 18 | 0 | Tổng cộng | Tổng cộng      | 127            | 3              | 15  | 2 | 5  | 1 | 1 | 0 | 148 | 8 |     |    |
| Sông Lam Nghệ An        | Hà Nội | 2023-24    | V-League 1 | 3 | 0 | 0 | 0 | 4 | 0 | — | —  | 7 | 0         | Tổng sự nghiệp | Tổng sự nghiệp | Tổng sự nghiệp | 143 | 6 | 15 | 2 | 9 | 1 | 0   | 0 | 170 | 11 |

1. ↑  Số trận ra sân tại AFC Cup.
2. ↑  Ra sân tại Siêu cúp quốc gia.
3. ↑  Appearances in AFC Champions League

### Quốc tế
Tính đến ngày 26 tháng 3 năm 2024
| Đội tuyển quốc gia | Năm       | Số trận | Số bàn |
| ------------------ | --------- | ------- | ------ |
| Việt Nam           | 2018      | 1       | 0      |
| Việt Nam           | 2021      | 2       | 0      |
| Việt Nam           | 2022      | 1       | 0      |
| Việt Nam           | 2023      | 1       | 0      |
| Việt Nam           | 2024      | 5       | 0      |
| Tổng cộng          | Tổng cộng | 10      | 0      |

## Danh hiệu
Sông Lam Nghệ An
- Cúp quốc gia: 
  -  Vô địch (1): 2017
- Siêu cúp quốc gia:
  -  Á quân (1): 2018

U-23 Việt Nam / Olympic Việt Nam
- Giải vô địch bóng đá U-23 châu Á: 
  -  Á quân (1): 2018
- Vô địch VFF Cup: 
  -  Vô địch (1): 2018
- Hạng ba M-150 Cup 2017

Hà Nội
- V.League 1: 
  -  Hạng 3 (1): 2023–24
- Cúp quốc gia: 
  -  Á quân (1): 2023–24